# Koropi
Koropi este un oraș în Grecia.